# Conrad de Palatinat
Conrad (n. cca. 1135 – d. 8 noiembrie 1195), membru al dinastiei Hohenstaufen, a fost primul conte palatin al Rinului.
Părinții săi au fost Frederic al II-lea, duce de Suabia, și cea de a doua soție a acestuia, Agnes de Saarbrücken. Tânărul Conrad, singurul frate vitreg al lui Frederic Barbarossa, a primit posesiunile familiei Hohenstaufenilor din zona Franconiei și Renaniei, anume cele din moștenirea mamei sale.
În 1156, cu ocazia Reichstag-ului de la Worms, Frederic Barbarossa, devenit împărat, a conferit lui Conrad demnitatea de Pfalzgraf (conte palatin), ca și pe cea de protector al abației de Schönau și a capitlului catedralei din Worms, pe lângă moșiile Staufenilor din regiunile Speyer și Worms.
În jurul anului 1160, Conrad s-a căsătorit cu Ermengarda din casa de Henneberg (d. 1197), ca a doua sa soșție, fiică a contelui Bertold I de Henneberg, Burggraf de Würzburg. Aceasta i-a adus lui Conrad poziția de apărător al abației deLorsch. Încercările sale de a-și extinde aria de influență l-au adus în conflict deschis cu episcopii de Trier și Köln.
Conrad, ca și ambele sale soții, a fost înmormântat în abația Schönau din apropiere de Heidelberg. Cei doi fii ai săi nu i-au supraviețuit pentru a continua succesiunea directă a familiei. Moștenirea sa a trecut asupra fiicei sale, Agnes și a soțului acesteia, Henric al V-lea de Braunschweig.

## Căsătorii și copii
Conrad s-a căsătorit mai întâi cu una dintre fiicele, al cărei nume a rămas necunoscut, contelui Gottfried I de Sponheim, care a murit probabil în 1159 sau 1160 și a fost înmormântată în abația Schönau. Cu aceasta, Conrad a avut un fiu, Gottfried (d. probabil în 1187 sau 1188).
Conrad s-a recăsătorit cu Irmengarda de Henneberg, cu care a avut trei copii:
- Frederic (d. 3 septembrie înainte de 1189)
- Conrad (d. probabil în 1186)
- Agnes (d. 9 mai 1204); căsătorită la sfârșitul lui 1193 la Burg Stahleck cu Henric al V-lea de Braunschweig (d. 28 aprilie 1227), devenit conte palatin al Rinului între 1195 și 1212.